# Sonorasaurus

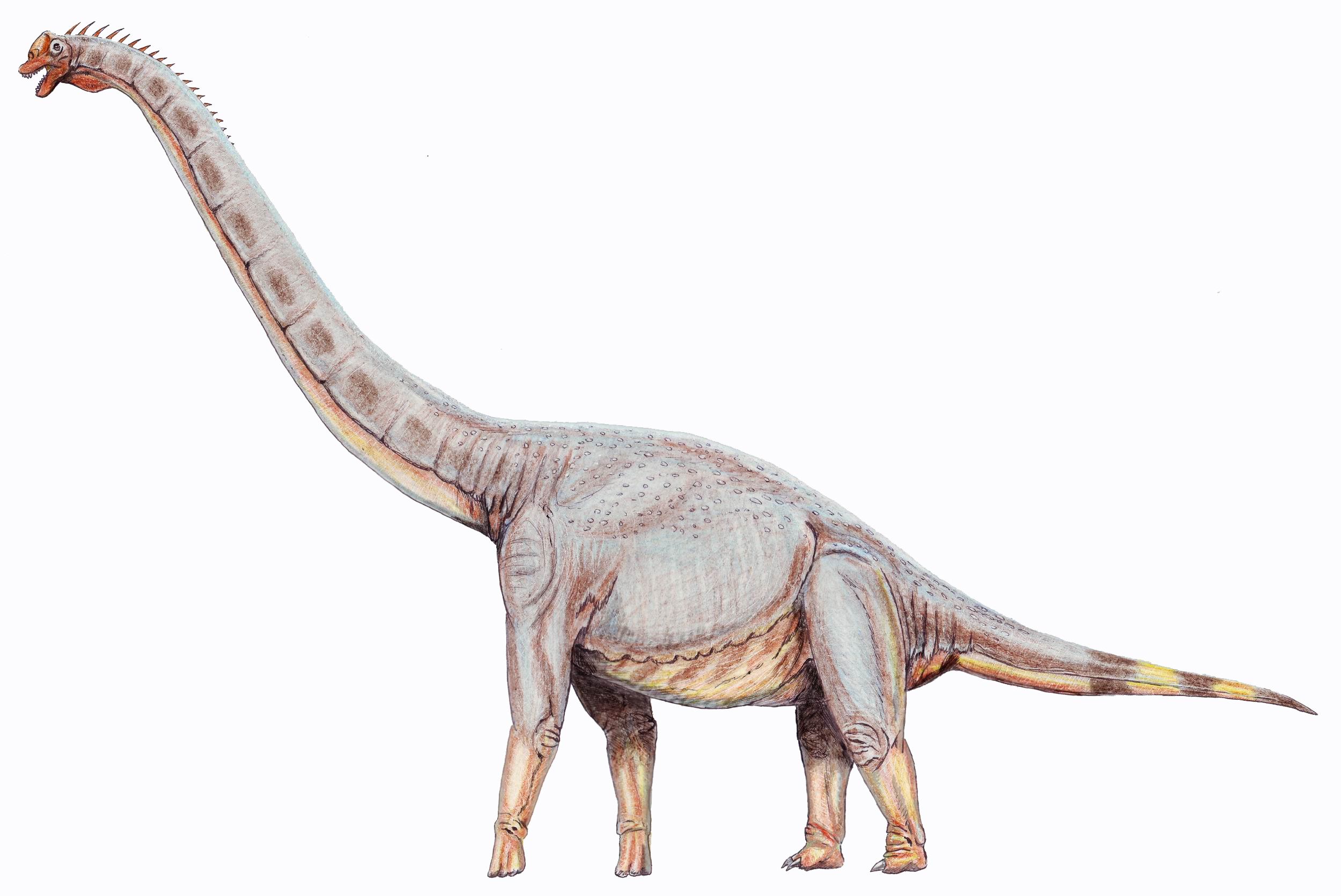
Sonorasaurus thompsoni

Sonorasaurus thompsoni is een plantenetende sauropode dinosauriër, behorend tot de Titanosauriformes, die tijdens het vroege Krijt leefde in het gebied van het huidige Noord-Amerika.

## Vondst en naamgeving
In november 1994 vond geologiestudent Richard Thompson, die na het lezen van Jurassic Park in 1991 de ambitie had opgevat een dinosauriër te ontdekken, samen met een vriend in de uitlopers van de Whetstone Mountains, Cochise County, in het zuiden van Arizona, op een rotswand grote fossiele beenderen. Dat wekte grote verbazing want zulke resten waren daar nog nooit aangetroffen. Dat was voornamelijk omdat niemand ernaar gezocht had: Thompson ontdekte moeiteloos vier meer fragmentarische skeletten vóór november en botten lagen overal op het oppervlak zonder dat iemand ooit de moeite genomen had ze te verzamelen. De paleontoloog van het Arizona-Sonora Desert Museum te Tucson, Ronald Paul Ratkevich, werd erbij gehaald. In het voorjaar van 1995 begon de berging van het fossiel, die zich voortzette tot in 1999. Door teams vrijwilligers in te zetten die vroeg in de ochtend begonnen en doorwerkten tot door de middagzon de werktuigen te heet werden om aan te raken, werd geleidelijk de honderd ton gesteente losgewerkt die botten bleek te bevatten. Ratkevich dacht dat het om een sauropode ging maar was geen expert op dat gebied. Zijn conservator geologie, David W. Thayer, meende dat een lid van de Therizinosauria opgegraven werd gezien de aanwezigheid van een grote klauw — die later een chevron van de staart bleek te zijn. In een eerste melding uit 1995 werd al de informele naam "Sonorasaurus" gebruikt. Beide mannen riepen de expertise in van Edwin Harris Colbert die op basis van foto's dacht dat het een hadrosauride betrof. Hierop bezochten ze de collectie van het American Museum of Natural History en concludeerden dat hun vondst nogal van de daar tentoongestelde hadrosauriden afweek, zodat het in ieder geval een nieuwe soort was.

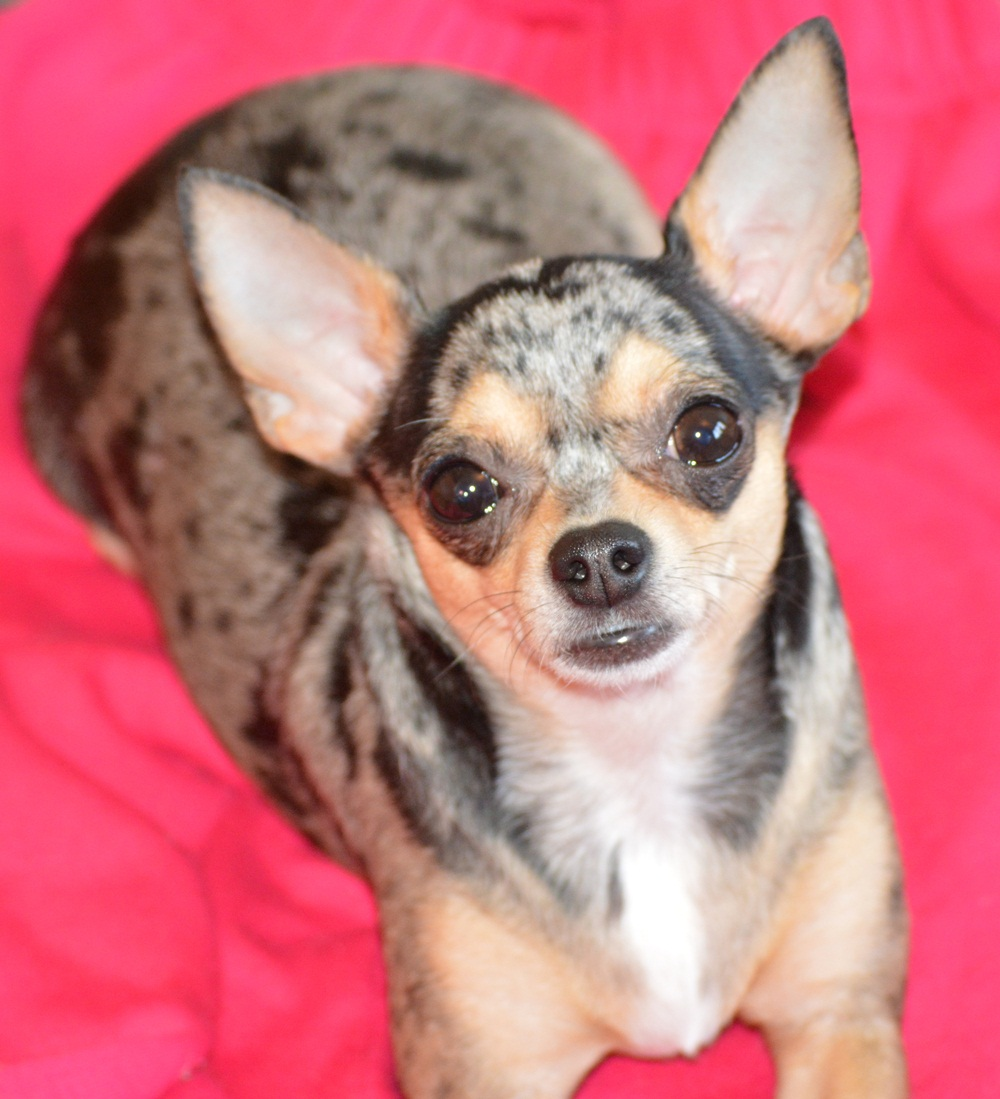
Het leek Ratkevich ongepast een verband te leggen tussen de dinosauriër en de Chihuahua

In 1996 meldden Thayer en Ratkevich de vondst in een meer uitgebreid artikel, waarin ze de botten op een tekening van het skelet van de hadrosauride Kritosaurus hadden geprobeerd in te passen. Dat ging niet altijd goed: het voorblad van het darmbeen werd voor een schouderblad aangezien. Bij die gelegenheid werd opnieuw de naam "Sonorasaurus" gebruikt maar het artikel was niet bedoeld als een wetenschappelijke beschrijving en dit bleef voorlopig een ongeldige nomen nudum. Het gebied waar de vondst gedaan werd, is deel van de Chihuahuawoestijn en Ratkevich had overwogen het dier "Chihuahuasaurus" te dopen maar schrok terug voor het komische effect gelegen in de tegenstelling tussen het kleine hondenras en de reusachtige dinosauriër.
Na 1996 werden moeizaam de botten geprepareerd. Het werd Ratkevich nu duidelijk dat zijn eerste identificatie de juiste geweest was: het ging ontegenzeggelijk om een sauropode. In 1997 publiceerde hij een populair-wetenschappelijk boek over het onderwerp: Sonorasaurus - Dinosaur of the Desert, met een sauropode op de omslag. Op dat moment was het dier nog steeds niet formeel benoemd.
In 1998 benoemde en beschreef Ratkevich de typesoort Sonorasaurus thompsoni. De geslachtsnaam verwees naar de Sonorawoestijn en daarmee indirect naar de rivier de Sonora, een woord uit de taal van de Opata. De soortaanduiding eerde Thompson als ontdekker. Een probleem bij de beschrijving was dat Ratkevich nog steeds geen deskundige was op het gebied van sauropoden. In het artikel moest hijzelf al een fout uit 1997 herstellen: hij had een platgedrukte staartwervel aangezien voor een schedel. In 1998 waren veel botten voorzien van een vraagteken en niet ten onrechte: hij zag bijvoorbeeld het opperarmbeen voor een dijbeen aan en een scheenbeen voor een opperarmbeen. In 2000 herbeschreef Brian Curtice de wervelkolom in het kort en identificeerde de "schedel" correct maar spelde de naam fout als "Sonorosaurus". De sfeer van amateurisme die het hele verschijnsel Sonorasaurus omgaf, wekte bij andere paleontologen weinig vertrouwen in de geldigheid van het taxon. In 2004 oordeelde Paul Upchurch dat er geen onderscheidende kenmerken waren aangetoond en het dus een nomen dubium was.

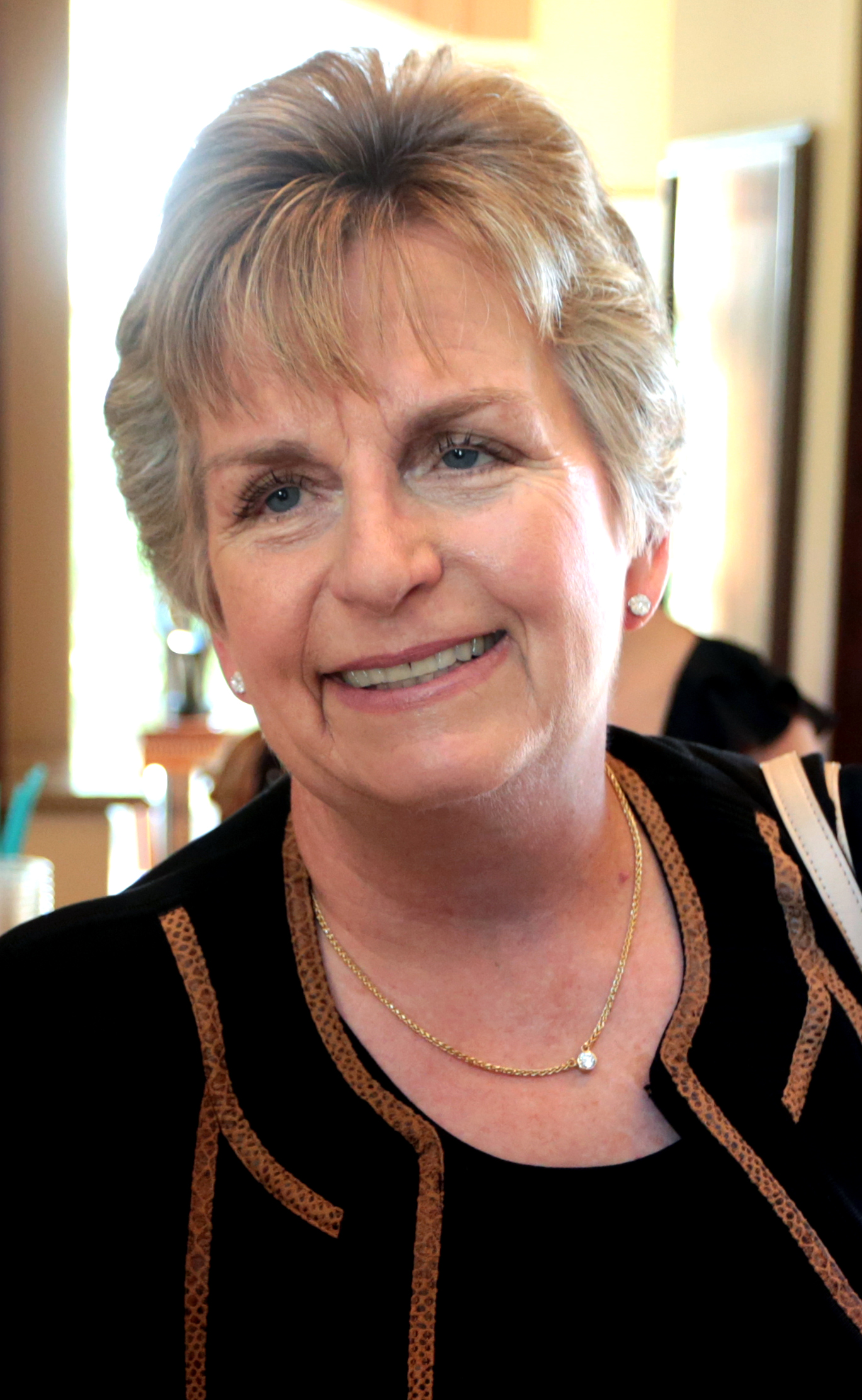
Kate Brophy McGee

In 1998 deed zich een affaire voor die de zaak nog meer in het belachelijke trok. Senator John Huppenthal diende, na een verzoek van de negenjarige scholier Chris Fathauer, een wetsvoorstel in om Dilophosaurus tot de officiële staatsdinosauriër van Arizona te maken. Dat was echter tegen het zere been van de vertegenwoordigers uit het zuiden van Arizona die hun eigen Sonorasaurus naar voren schoven. Huppenthal sloot toen het compromis om beide soorten staatsdinosauriër te maken maar het resultaat was uiteindelijk dat ze het geen van beiden werden en de staat nog steeds zonder moest doen. Oktober 2017 echter, stuurde de elfjarige scholier Jaxon Weldon een brief naar gouverneur Douglas Ducey waarin hij er op aandrong deze misstand eindelijk eens op te heffen. Toen hij las dat Californië in 2017 Augustynolophus tot staatsdinosauriër benoemd had, was hem gebleken dat zijn eigen staat er nog geen had. Senator Kate Brophy McGee diende overeenkomstig een wet in die met negenentwintig tegen één stemmen werd aangenomen en april 2018 werd Sonorasaurus alsnog staatsdinosauriër.
Sonorasaurus kreeg na 1998 weinig aandacht van de wetenschap. Dat veranderde echter in 2016 toen Michael Daniel DʼEmic, na een onderzoek van de groeve in 2013 en 2014 waarbij het hem niet lukte aanvullend materiaal te vinden, de eerste professionele beschrijving gaf van de resten. Het lukte hem om de identificatie door Ratkevich te corrigeren. D'Emic kon profiteren van een sterk toegenomen kennis van de anatomie van sauropoden. Dat stelde hem in staat om toch enkele diagnostische kenmerken vast te stellen wat impliceerde dat Sonorasaurus alsnog een geldig taxon was.
Het holotype, ASDM 500, is gevonden in een laag, een zandsteenlens, van de Turney Ranch Formation die dateert uit het Albien-Cenomanien en ergens tussen de 110 en 98 miljoen jaar oud is. Het bestaat uit een gedeeltelijk skelet zonder schedel, ongeveer voor een derde compleet. In 1998 was het de meest volledige sauropode die bekend was uit het midden van het Krijt van Noord-Amerika. Bewaard zijn gebleven: vijf achterste ruggenwervels, een reeks van tien wervels uit het achterste midden van de staart, ribben, stukken schouderblad, het rechteropperarmbeen, de rechterellepijp, beide spaakbeenderen, het eerste tot en met vierde rechtermiddenhandsbeen, het linkerdarmbeen, het voorste aanhangsel van het rechterdarmbeen, het rechterscheenbeen, het rechterkuitbeen, het eerste, tweede, vierde en vijfde rechtermiddenvoetsbeen, vijf teenkootjes en twee rechterklauwen. Ratkevich meende in verschillende fragmenten ook halswervels, chevrons, een schaambeen en een zitbeen ontdekt te hebben maar D'Emic kon dat in 2016 niet bevestigen. Het gaat om een jongvolwassen individu. Ratkevich wees in 1998 een eerder door Thompson ontdekte grote sauropode rib, specimen ASDM 807, aan Sonorasaurus toe maar D'Emic wilde daar in 2016 niet in meegaan omdat die op zeshonderd meter afstand was gevonden in een andere laag zodat een verband niet viel te bewijzen. Het skelet lag grotendeels niet in verband maar de botten bevonden zich wel min of meer in hun natuurlijke positie. Ratkevich meldde ook een aantal maagstenen, gastrolieten, die aan het exemplaar zouden hebben toebehoord. D'Emic betwijfelde de identiteit daarvan: ze waren niet op een hoopje gevonden en zulke gepolijste kiezelstenen waren overal in de formatie te vinden.

## Beschrijving

### Grootte en onderscheidende kenmerken
De schattingen over de grootte van Sonorasaurus hebben sterk gevarieerd, afhankelijk van de groep waartoe het dier werd geacht te behoren. In 1996, toen het nog als een hadrosauride gezien werd, gaf men een lengte van vijfentwintig tot dertig voet, dus zevenenhalf tot negen meter, bij een gewicht van drie tot zes ton. In 1998, toen het een sauropode geworden was, nam de lengte toe tot vijftien meter. Ratkevich identificeerde het dier als een brachiosauride en hij nam dus een kophoogte aan van acht meter. Het gewicht steeg tot veertig ton. Dat laatste was gebaseerd op een verouderde schatting van tachtig ton voor het gewicht van Brachiosaurus door Colbert. In werkelijkheid zal een brachiosauride van vijftien meter lang een tien tot vijftien ton hebben gewogen. D'Emic schatte in 2016, extrapolerend van de schachtomvang van het opperarmbeen uit, en uitgaande van een gewicht voor de verwant Giraffatitan van vierendertig ton, het gewicht van Sonorasaurus op de helft daarvan, zeventien ton.
Ratkevich gaf in 1998 een diagnose maar die is naar moderne begrippen onbruikbaar. Hij was er vooral op gebeten aan te tonen dat zijn identificatie van de vondst als brachiosauride correct was en gaf daarom alleen overeenkomsten met die groep. Onderscheidende kenmerken die konden bewijzen dat het een apart taxon was, ontbraken. D'Emic lukte het echter in 2016 er daarvan toch twee te ontdekken. De binnenste onderste gewrichtsknobbel van het opperarmbeen steekt als een driehoekig uitsteeksel ver naar achteren uit. Het vijfde middenvoetsbeen is trechtervormig maar toch lichtgebouwd.

### Skelet
De ruggenwervels van Sonorasaurus zijn sterk gepneumatiseerd. Er zijn grote pleurocoelen. De luchtholten nemen niet de vorm aan van sponsachtig bot maar van grotere en kleinere kamers met een diameter van tussen de twee en vijf centimeter. Het wervellichaam is zeer langgerekt en de wervelboog heeft daarop een voorwaartse positie. De wervels hebben goed ontwikkelde richels en daartussen diepe uithollingen. Ook de fossae tussen de gepaarde gewrichtsuitsteeksels zijn diep. De meer achterste wervels hebben ook hun hyposfeen-hypantrum-complex van secundaire gewrichtsuitsteeksels nog niet verloren; deze structuren hebben een driehoekig profiel. De middelste ruggenwervels zijn sterk naar achteren verbreed.
De staartwervels zijn wat afgeplat en niet gepneumatiseerd. De voorste staartwervels zijn niet procoel, van voren hol en van achteren bol, zoals titanosauriërs wel hebben. In plaats daarvan zijn ze amficoel: ook het achterste gewrichtsfacet is hol of althans plat, zoals bij de allervoorste wervels. De langwerpige achterste gewrichtsuitsteeksels van de voorste staartwervels zijn abrupt verbreed, gecombineerd met een reductie van de richels tussen het doornuitsteeksel en de achterste gewrichtsuitsteeksels. Meer naar achteren in de reeks voorste staartwervels, vormt de wervelboog een "schouder": een tussen de voorste en achterste gewrichtsuitsteeksels gelegen lengterichel naast een groeve, een kenmerk van afgeleide brachiosauriden.
De gevonden ribfragmenten zijn niet plankvormig hoewel de voorste ribben van titanosauriformen wel zo'n bouw hebben. Of dit komt doordat de ribben van Sonorasaurus een rond profiel hebben of doordat alleen achterste ribben gevonden zijn, is onbekend.
Het opperarmbeen heeft een geschatte lengte van anderhalve meter. Het bot is langwerpig en aan de achterste buitenrand opvallend glad, zonder allerlei aanhechtingbulten. De binnenste gewrichtsknobbel is van voren stomp maar achteraan extreem scherp, net als bij Neuquensaurus die echter geen nauwe verwant is. De knobbels zijn, zoals typisch voor sautopoden, niet gescheiden door een groeve en hun ondervlak is afgeplat en vol rimpels waaraan een kraakbeenkap vastzat die de schokken van het lopen opving. Aan de onderste achterkant is echter wel een diepe peesgroeve. Ook de ellepijp is langwerpig. met een lengte van bijna een meter. Hetzelfde geldt voor het spaakbeen waarvan het ondervlak een kwartslag rond de lengteas is gewrongen. De middenhand is lang. Dat is een typisch kenmerk van de Macronaria maar Sonorasaurus heeft zelfs voor die groep een uitzonderlijk lange metacarpus, langer dan de helft van het spaakbeen. De totale voorpootlengte ligt zo op ruim drie meter. De middenhandsbeenderen vormen een buisachtige structuur waar het dier verticaal op liep. Het eerste middenhandsbeen heeft een D-vormige doorsnede van het bovenvlak. De duimklauw heeft zijn functie als wapen goeddeels verloren zoals blijkt uit een afgevlakte en onverdeelde onderkant van het eerste middenhandsbeen. Desalniettemin hebben alle middenhandsbeenderen functionele gewrichtsvlakken dus kennelijk waren nog vingers aanwezig, hoewel er geen vingerkootjes zijn teruggevonden.
Bij het darmbeen is het aanhangsel voor het schaambeen van voor naar achter gemeten smal, verticaal lang en overdwars breed, een typisch titanosauriform kenmerk. Het voorblad van het darmbeen verhoogt zich sterk naar voren toe, een duidelijk teken dat ook de hele rug naar voren schuin opliep. De voorpoten moeten hoger geweest zijn dan de achterpoten. Het darmbeen is niet gepneumatiseerd.
Het scheenbeen heeft een lengte van minstens 955 millimeter. Het kuitbeen heeft vooraan geen kam en is recht, een basaal kenmerk. Het heeft een lengte van zevenennegentig centimeter. De middenvoet heeft een lengte van een kwart meter. Het eerste middenvoetsbeen is robuust maar lichter van bouw dan bij sommige verwanten en heeft slechts een zwak uitsteeksel aan de buitenste achterrand. Evenmin hebben de binnenzijde of buitenzijde bulten. Het tweede middenvoetsbeen heeft aan de bovenste onderzijde een zwakke trog. De bovenkant van het vierde middenvoetsbeen is aan de binnenzijde uitgehold, een titanosauriform kenmerk. De onderkant is aan de binnenzijde onder een hoek van 20° opwaarts afgeschuind. Het vijfde middenvoetsbeen is relatief langwerpig maar houdt de gebruikelijke vorm als een trechter, i.c. bovenaan driemaal breder dan onderaan, in plaats van gereduceerd te zijn tot een staaf als bij Cedarosaurus.

## Fylogenie
Ratkevich plaatste Sonorasaurus in 1998 in de Brachiosauridae. Dat kon in 2016 door D'Emic bevestigd worden, nu door middel van een exacte cladistische analyse. Sonorasaurus toonde twee synapomorfieën, gedeelde afgeleide kenmerken, van deze groep: het bezit van sterk verlengde voorpoten en een vierde middenvoetsbeen dat onderaan afgeschuind was. In de analyse viel Sonorasaurus uit als de zustersoort van Giraffatitan. Overigens is dit slechts gebaseerd op één gedeelde eigenschap: een overeenkomende grote langwerpigheid van de middelste ruggenwervels.
Het volgende kladgram geeft de positie van Sonorasaurus in de evolutionaire stamboom volgens de studie van D'Emic.
|  | Giraffatitan |
|  |              |
|  | Sonorasaurus |
|  |              |

|  | Brachiosaurus |
|  |               |
|  | Abydosaurus   |
|  |               |
|  | Cedarosaurus  |
|  |               |
|  | Venenosaurus  |
|  |               |
|  | Lusotitan     |
|  |               |

|  | Giraffatitan |
|  |              |
|  | Sonorasaurus |
|  |              |

|  | Brachiosaurus |
|  |               |
|  | Abydosaurus   |
|  |               |
|  | Cedarosaurus  |
|  |               |
|  | Venenosaurus  |
|  |               |
|  | Lusotitan     |
|  |               |

|  | Giraffatitan |
|  |              |
|  | Sonorasaurus |
|  |              |

|  | Brachiosaurus |
|  |               |
|  | Abydosaurus   |
|  |               |
|  | Cedarosaurus  |
|  |               |
|  | Venenosaurus  |
|  |               |
|  | Lusotitan     |
|  |               |

|  | Giraffatitan |
|  |              |
|  | Sonorasaurus |
|  |              |

|  | Brachiosaurus |
|  |               |
|  | Abydosaurus   |
|  |               |
|  | Cedarosaurus  |
|  |               |
|  | Venenosaurus  |
|  |               |
|  | Lusotitan     |
|  |               |

Afhankelijk van de datering is Sonorasaurus de jongste bekende brachiosauride. Het lijkt erop dat Noord-Amerika een laatste bolwerk was voor de groep; van andere continenten zijn geen zekere brachiosauriden van die ouderdom bekend. Sonorasaurus is ook een van de laatste sauropoden die bekend zijn van vóór de Sauropod Gap, de lange periode waaruit in Noord-Amerika helemaal geen sauropoden zijn gevonden tot op het eind van het Krijt Alamosaurus opduikt.

## Levenswijze
D'Emic stelde op de vindplaats fossiel hout van Cupressinoxylon vast, een naaldboom die minstens tweeëndertig meter hoog kon worden. Andere bomen dan naaldbomen waren er niet. Dit hing volgens D'Emic samen met het vrij onherbergzame klimaat. De vindplaats zou diep in het binnenland gelegen hebben en erg heet en droog zijn geweest met alleen een kort regenseizoen. Sonorasaurus zou als brachiosauride gespecialiseerd zijn geweest in het eten van de hoge naaldbomen maar in het droge seizoen moet het voedsel karig geweest zijn.
Botonderzoek wees uit dat het holotype minstens acht groeilijnen liet zien en dat het in een fase van haperende groei was beland die typisch is voor exemplaren die 75% tot 80% van de maximumomvang hebben bereikt. Die haperingen zouden bij Sonorasaurus versterkt zijn door het vaak schrale voedselaanbod.
Sonorasaurus deelde zijn leefgebied met een lid van de Euornithopoda, mogelijkerwijs een op Tenontosaurus gelijkend dier, en werd bejaagd door een groot lid van de Carcharodontosaurinae, waarvan tanden bij het skelet zijn aangetroffen.